# Un uomo venuto da lontano
Un uomo venuto da lontano è un album dal vivo del cantautore italiano Amedeo Minghi, registrato all'Auditorium Parco della Musica di Roma e pubblicato dalla Nar International nel 2011. Al CD è allegato un DVD contenente il videoclip del brano Un uomo venuto da lontano con immagini e video di Giovanni Paolo II.

## Tracce
1. Un uomo venuto da lontano
2. Come due soli in cielo
3. Io e te
4. Storia di un uomo solo
5. Cacciatore
6. Pensiero di pace
7. Bella stella
8. Come eravamo negli anni fa
9. Le tue favole
10. Dedicata
11. Alla fine
12. Sarà una canzone
13. L'altra faccia della luna
14. Vicerè
15. Terra nostra
16. Mirabella e Leonardo